# Надто крута для тебе
Надто крута для тебе (англ. She's Out of My League) — американський романтично-комедійний фільм 2010 року.

## Сюжет
Звичайний хлопець із купою комплексів зустрічає дівчину, про яку раніше міг тільки мріяти, і вона несподівано для нього, його друзів, сім'ї і навіть колишньої подружки закохується в нього. Щастя так близько! Тепер лишилося тільки придумати, як утримати таку красуню, бо вона аж "надто крута" для нього.